# کلومیپرامین
کلومیپرامین (به انگلیسی: Clomipramine) تحت نام تجاری Anafranil یک داروی ضد افسردگی سه حلقه ای است. که به صورت قرص موجود است و مصرف می‌شود. این دارو در دهه ۶۰ میلادی تولید و در سراسر جهان مصرف می‌شود.

## موارد مصرف
- اختلال وسواس فکری-عملی که توسط FDA تأیید شده‌است.[۵][۶] سایر آژانس‌های نظارتی (مانند TGA استرالیا و MHRA انگلستان) نیز کلومیپرامین را برای این نشانه تأیید کرده‌اند.[۷][۸][۹][۱۰] در برخی بررسی‌ها مشاهده شده که ۶۰ درصد از بیماران پس از ۴–۱۲ هفته مصرف به بهبود نسبی دست می‌یابند.[۱۱]
- اختلال هراس با یا بدون آگورافوبیا.[۱۲][۱۳]
- اختلال خودزشت انگاری[۱۴]
- فلج خواب در ارتباط با حمله خواب. که یک نشانه TGA و MHRA برای کلومیپرامین است.[۹][۱۰]
- انزال زودرس[۱۵][۱۶]
- اختلال گسست از شخصیت[۱۷]
- درد مزمن با یا بدون بیماری ارگانیک، به ویژه سردرد نوع تنشی.[۱۸]
- فلج خواب، با یا بدون narcolepsy
- شب ادراری (ادرار غیرارادی در خواب) در کودکان. ممکن است این اثر پس از درمان پایدار نباشد، و زنگ درمانی ممکن است در کوتاه مدت و بلند مدت مؤثرتر باشد.[۱۹] ترکیبی از یک tricyclic (مانند کلومیپرامین) با داروهای آنتی کولینرژیک، ممکن است برای درمان شب ادراری از یک داروی ضدافسردگی سه حلقه ای تنها مؤثر ترباشد.[۱۹]
- تریکوتیلومانیا[۲۰][۲۱][۲۲]

ممکن است خطر خودکشی را در افراد زیر ۲۰ سال افزایش دهد. از طریق دهان گرفته مصرف شود.
کلومیپرامین بیشتر از سایر ضد افسردگی‌های سه حلقه‌ای مانیا ایجاد می‌کند

## مکانیسم اثر و فارماکولوژی
کلومیپرامین از داروهای ضدافسردگی سه حلقه‌ای است که از طریق مهار برداشت مجدد سروتونین و نوراپی‌نفرین توسط غشاء پایانه سلول عصبی پیش‌سیناپسی، غلظت آن را در سیستم عصبی مرکزی افزایش می‌دهد. این دارو برخلاف بقیه سه حلقه‌ای‌ها آنتاگونیست دوپامین است، این دارو آنتی‌کولیرژیک، آنتی‌هیستامینرژیک و آنتی‌آدرنرژیک نیز هست و بر بعضی گیرنده‌های سروتونینی نیز اثر آنتاگونیستی دارد.

## فارماکوکینتیک
اثر ضد وسواسی این دارو در بین ۱ تا ۶ هفته بعد از مصرف شروع می‌شود و طی ۱۰–۱۸ هفته به حداکثر می‌رسد. این دارو چربی‌دوست است و پس از تجویز خوراکی به خوبی و با فراهم زیستی ۶۰–۳۶٪ جذب می‌شود. غیرفعال شدن آن از راه دمتیلاسیون و سپس هیدروکسیلاسیون و کونژوگاسیون است. دفع دارو از طریق کلیه‌است. نیمه عمر دارو ۲۴–۲۰ ساعت است.

## عوارض جانبی
عوارض آن شبیه آمی‌تریپتیلین است. شامل خواب‌آلودگی، اثرات آنتی کولی‌نرژیک (خشکی دهان، تاری دید، یبوست)، تهوع، تنگی نفس، کم‌فشاری ارتواستاتیک، عرق‌ریزی و ترمور. در مقایسه با آمی‌تریپتیلین اختلال جنسی و تشنج در آن بیشتر است. تشنج در ۰٫۵٪ از افراد که ۲۵۰ میلی‌گرم یا کمتر مصرف کنند ممکن است ایجاد شود. در صورت مصرف بالای ۲۵۰ میلی‌گرم در روز احتمال تشنج به ۲ درصد می‌رسد. همچنین این دارو نسبت به تمام سه حلقه‌ای‌ها توانایی بیشتری برای القای فاز شیدای در افراد با سابقه اختلال دوقطبی دارد.
کلومیپرامین ممکن است عوارض مهمی به همراه داشته باشد. در صورت شدت یا ازمان هر یک از علایم زیر با پزشک خود مشورت کنید: خواب آلودگی، سردرد، بی‌قراری، اشکال در حافظه یا تمرکز، تاری دید، احساس سبکی سر، تعریق، تهوع، استفراغ، خشکی دهان، ناراحتی معده، اسهال، یبوست، تغییر در اشتها یا وزن و مشکلات جنسی. اما در صورت بروز هر یک از علایم یا نشانه‌های زیر، بلافاصله به پزشک خود مراجعه کنید: ضعف یا خستگی شدید، افسردگی، تشنج، لرزش، اشکال در تنفس، زردی پوست یا چشم‌ها، تب، بثورات پوستی، خشکی عضلانی غیرمعمول، تپش قلب یا ضربان نامنظم قلب و مشکلات ادراری، این دارو بیشتر از سایر ضد افسردگی‌های سه حلقه ای مانیا ایجاد می‌کند.

## موارد منع مصرف
موارد منع مصرف شامل:
- حساسیت شناخته شده به کلومیپرامین، یا هر یک از مواد موجود در آن یا حساسیت متقابل به داروهای ضد افسردگی سه حلقه ای از گروه dibenzazepine
- انفارکتوس میوکارد اخیر
- هر نوع بلوک قلبی یا سایر آریتمی‌های قلبی
- شیدایی
- بیماری شدید کبدی
- گلوکوم زاویه بسته
- احتباس ادرار
- این دارو نباید به صورت ترکیبی یا طی ۳ هفته قبل یا بعد از درمان با مهار کننده مونوآمین اکسیداز انجام شود. (موکلوبماید هم شامل می‌شود، با این حال کلومیپرامین می‌تواند زودتر از ۴۸ ساعت پس از قطع مکلوبمید شروع شود)

## بارداری و شیردهی
مصرف کلومیپرامین در دوران بارداری با نقایص مادرزادی قلب در نوزاد همراه است. قطع این دارو همچنین با اثرات برگشت‌پذیر سندرم ترک در نوزاد همراه است. کلومیپرامین نیز در شیر مادر توزیع می‌شود و از این رو استفاده از پرستار در هنگام مصرف کلومیپرامین توصیه می‌شود.

## ترک دارو
علائم قطع دارو ممکن است هنگام ترک تدریجی یا به خصوص ناگهانی داروهای ضد افسردگی سه حلقه ای ایجاد شود. علائم احتمالی عبارتند از: تهوع، استفراغ، درد شکم، اسهال، بی خوابی، سردرد، عصبی بودن، اضطراب، سرگیجه و بدتر شدن وضعیت روانی. تمایز بین بازگشت اختلال روانی اصلی و علائم ترک کلومیپرامین از اهمیت برخوردار است. علایم ترک کلومیپرامین می‌تواند شدید باشد. علائم ترک در نوزادان نیز هنگام استفاده از کلومیپرامین در دوران بارداری می‌تواند بروز کند.

## مصرف بیش از حد
مصرف بیش از حد کلومیپرامین معمولاً علائم زیر را نشان می‌دهد: توهم و هذیان. علایم سرکوب سیستم عصبی مرگزی شامل:کوما، استوپور، خواب آلودگی، بیقراری، آتاکسی. گشاد شدن مردمک‌ها، تشنج، رفلکس‌های تشدید یافته، سفتی عضلانی، حرکات آتتوز و کره آتتوز، سندرم سروتونین، اثرات کاردیووسکولار، آریتمی، اختلال هدایتی، طولانی شدن فاصله QT، افت فشار خون، شوک، نارسایی قلبی، آپنه، سیانوز، سرکوب تنفسی، تهوع، تب، تعریق، الیگوره، آنوریا
هیچ پادزهر خاصی برای مصرف بیش از حد وجود ندارد و تمام درمان‌ها صرفاً حمایتی و علامتی هستند. درمان با ذغال فعال ممکن است برای محدود کردن میزان جذب در موارد مصرف بیش از حد خوراکی استفاده شود. هرکسی که مشکوک به مصرف بیش از حد کلومیپرامین است، باید حداقل ۷۲ ساعت در بیمارستان بستری شود و تحت نظارت جدی قرار گیرد.

## تداخلات دارویی
- مصرف در کسانی که تا ۱۴ روز قبل MAOI مصرف کرده‌اند منع شده‌است.
- در بیماران قلبی و همچنین در افراد با سابقه سکته قلبی با احتیاط تجویز شود.
- این دارو در بعضی از افراد دارای سابقه دوقطبی فاز مانیا (شیدایی) را القا می‌کند.
- مصرف همزمان کلومیپرامین با داروهای ضدافسردگی، مخدرها، آرام بخش-خواب‌آورها، الکل و آنتی هیستامین‌ها می‌تواند موجب اثرات خواب‌آوری یا افزایش عوارض عصبی این دارو شود و ممکن است ایجاد سندرم سروتونین کند.
- استفاده از کلومیپرامین در کنار داروهای ضدآریتمی احتمال بروز آریتمی‌های بطنی را افزایش می‌دهد.
- این دارو ممکن است باعث بروز گلوکومای زاویه بسته در افراد مستعد شود.